# Аспарухово (квартал на Варна)
 Тази статия е за варненския квартал Аспарухово.  За други значения вижте Аспарухово.  
Аспарухово е квартал на Варна, който се намира в южната част на града, отвъд канала, свързващ Варненското езеро с Черно море. Район Аспарухово обхваща два квартала и пет селищни образувания: кварталите Аспарухово и Галата, както и селищните образувания Зеленика, Боровец север, Боровец юг, Ракитника и курортна зона „Прибой“.

## История

### След Освобождението
Първото име, с което е известно селището, е Сес Севмес, което означава „тихо място“. Селището на днешния квартал се оформя през 1903 г., като първите заселници строят своите жилища по старото шосе Варна – Бургас, между местностите Джанавара и Карантината. Населението рязко се увеличава с построяването на първите фабрики близо до селището. Според сведения от периода, Сес Севмес е индустриален квартал, свързан с града чрез мост над новопрокопания канал, съединяващ морето с Варненското езеро. Построени са тъкачна фабрика на Г. х.Дечев и маслобойна на Ст. Мушанов. В района на днешния квартал Аспарухово през 1909 г. индустриалецът Асен Николов заедно с П. Вичев открива парна бояджийска фабрика, която съществува до края на Първата световна война. След войната Николов създава фабрика за предачество и тъкачество „Текстил“, която през 1947 г. е национализирана и преименувана на ДИП „Първи май“. Към началото на 1920-те години жителите наброяват 500 – 600 души. Вода се осигурява от три чешми и няколко кладенеца, а две частни къщи служат като училища. Църквата „Свети Цар Борис“, която обслужва квартала, е построена през 1923 г. През същата година в селото е регистрирано епидемично огнище на брусница. През 1924 в селището функционира Спортен клуб „Спортни другари“ (Сес-Севмес).
През 1927 г. е създадено читалищно дружество „Просвета“, което развива голяма културно-просветна дейност, свързана с историята на квартала, а същата година е построено и училището „Христо Ботев“. Към 1928 г. населението е вече 2873 души. От 1930 г. датира първата инициатива на сес-севмесчани за преименуване на квартала им на името на училището. През 1934 г. кварталът за кратко е прекръстен на Тихина, но тъй като новото име не се харесва на жителите, е направено предложение от читалищните дейци името Тихина да се замени с Аспарухово. То се мотивира с това, че при създаването на българската държава в 681 година Хан Аспарух с войските си стига до Варна. Така на 17 декември 1934 г. по предложение на Отец Харалампи Златаров кварталът официално е наречен Аспарухово. Паркът на квартала е официално открит на 4 август 1935 г. по идея на командира на Осми пехотен полк и народен лечител Петър Димков.

### След 9 септември 1944 г.
На 4 април 1954 г. е открит първият жилищен комплекс в квартала – „Дружба“, известен под кодовото название Обект 586 и изграден по руски проект (поради което по-късно започва да се нарича „Руски блокове“). Ново водоснабдяване е прокарано в периода 1959 – 1967 г. Читалището „Просвета“ отваря врати през 1962 г., а от 1968 г. кварталът разполага с поликлиника. През 1969 г. в квартала е открита поща и фабриката „Багра“. През 1970-те години в квартала са основани Институтът по океанология „Професор Фритьоф Нансен“ и Центърът по хидро- и аеродинамика. В периода 1973 – 1976 г. е изграден Аспаруховия мост.
През 1982 г. е открита Варненската морска гимназия „Св. Николай Чудотворец“ (Техникум по корабостроене и корабоплаване) в кв. „Аспарухово“. Специално училище за ученици с нарушено зрение „Проф. д-р Иван Шишманов“ е създадено през 1985 г.

## Инфраструктура и забележителности
В квартала има болница, поликлиника, пожарна, РПУ, църква, а също така и 5 училища:
- СУ „Любен Каравелов“;
- ОУ „Христо Ботев“;
- НУ „Васил Левски“;
- Варненска морска гимназия „Св. Николай Чудотворец“;
- Училище за незрящи – едно от двете училища за незрящи в България;

Квартал Аспарухово е с обособен център, където работят читалище, поща, поликлиника, аптеки, магазини, ресторанти и кафенета. Предлагат се всякакъв тип битови услуги. В Аспарухово е и вторият по големина онкологичен диспансер в страната след столичния, както и два от петте научноизследователски института към БАН в града. Това са Институтът по хидро- и аеродинамика и Институтът по океанология. На кея до бившия „Руски пазар“ се закотвя корабът „Академик“, който е най-големият научноизследователски плавателен съд в България. В близост се намират няколко военни поделения, както и военното летище „Чайка“.
В квартала има парк и плаж. Алеите на парка са осветени през нощта. През лятото на 2007 г. в парка е открит спортен комплекс с игрище за футбол, волейбол и баскетбол. Плажът „Карантината“ е сред най-големите в града. Там, пред едноименното рибарско селище, се състои международен фестивал за късометражно кино, насочен към млади и непознати артисти с цел да превърне рибарското селище в зона за култура и по този начин да запази начина на живот на рибарите. Тук е и историко-етнографският комплекс „Прабългарско селище Фанагория“. Комплексът е реконструкция на прабългарско селище и е място, където желаещите могат да яздят коне. Също в парка могат да се видят останки от считания за прабългарски защитен вал, наречен Аспарухов вал. В местността Джанавара са разкрити и се изследват руини от ранносредновековен манастир, а на това място е и гробът на откривателя му Херман Шкорпил.
- Сградата на районната администрация
- Институтът по океанология при БАН
- Научноизследователски кораб „Академик“
- Варненската морска гимназия
- Пристанище и рибарско селище „Карантината“

## Транспорт
Кварталът е свързан с централната част на града и останалите квартали посредством Аспаруховия мост, по който минават множество автобусни и две тролейбусни линии:
- автобуси с номера – 12, 17, 17А, 36, 37, 42, 17А/46, 55, 56,17А/60;
- тролейбус – 88

## Наводнение през 2014 г.
На 19 юни 2014 г. проливен дъжд се излива върху Варна и особено върху квартал Аспарухово. Вследствие валежа 2 приливни вълни, идващи от заобикалящата квартала гора, нанасят огромни материални щети и довеждат до смъртта на над 50 души, включително и деца. Над 600 души остават без дом. Причините за наводнението са поройният дъжд, запушени водоотвеждащи дерета и незаконно строителство на изходите деретата.